# Kranium
| Ventral vy.                                   |
| Lateral vy.                                   |
| Människans kranium, framifrån och från sidan. |

Kranium (latin: cranium) eller skalle är den skelettstruktur som utgör huvudets stomme. Djur som har ett kranium tillhör understammen kraniedjur. Kraniets främsta uppgift är att bära ansiktet och skydda hjärnan. Dessutom har kraniets utformning stor betydelse för flera viktiga sinnesorgan och kroppsfunktioner: Till exempel avgör ögonens placering och avståndet mellan dem artens stereoskopiska seende; öronens placering är avgörande då ljudkällans positions avgörs; tändernas placering och utformning avgör vilken kost som konsumeras; och hos många arter bär kraniet viktiga försvars- eller angreppsvapen såsom horn och huggtänder.
Kraniell är en anatomisk term som syftar på att något är beläget uppåt mot kraniet, till exempel är magsäcken kraniellt om tarmarna (magsäcken ligger högre upp än tarmarna). Motsatsen är kaudal.
Fenestrae ("fönster") kallas de öppningar som påträffas i kranier hos djur.

## Människans kranium
I människans skelett består den vuxna individens kranium normalt av 29 ben. Förutom underkäken (mandibula) sitter benen ihop i sicksackformade, styva leder som kallas bensuturer. Latinska namn anges inom parentes.
Fjorton av kraniets ben utgör ansiktsskelettet (viscerocranium). Åtta ben bildar huvud- eller hjärnskålen (neurocranium), som är skallen förutom ansiktsskelettet, vars uppgift är att skydda hjärnan. Inuti varje tinningben (os temporale) finns mellanörats sex små ben. Tungbenet (os hyoideum), som sitter i halsen där det ger stöd åt struphuvudet, ledar inte till något annat ben och räknas därför vanligtvis inte till kraniet.

### Bildning och ossifikation
Kraniet är inte slutet vid födseln, dels finns två fontaneller som är partier med bindväv istället för skelett som sluts successivt, dels finns bensutrer mellan kraniets olika ben som också sluts under tidig barndom. Om dessa sluts för tidigt kan det resultera i kraniosynostoser.

### Skallben
| Svenska                         | Latin                       | Antal |
| ------------------------------- | --------------------------- | ----- |
| Pannben                         | os frontale                 | 1     |
| Hjässben                        | os parietale                | 2     |
| Nackben                         | os occipitale               | 1     |
| Tinningben                      | os temporale                | 2     |
| Okben, kindben, eller kindknota | os zygomaticum              | 2     |
| Kilben                          | os sphenoidale              | 1     |
| Silben                          | os ethmoidale               | 1     |
| Överkäksben (Överkäke)          | os maxillaris (maxilla)     | 2 (1) |
| Näsben                          | os nasale                   | 2     |
| Tårben                          | os lacrimale                | 2     |
| Gomben                          | os palatinum                | 2     |
| Plogben Nässkiljevägg           | vomer septum nasi           | 1     |
| (Underkäksben) Underkäke        | (os mandibularis) mandibula | (2) 1 |
| Tungben                         | os hyoideum                 | 1     |
| Hammaren                        | malleus                     | 2     |
| Städet                          | incus                       | 2     |
| Stigbygeln                      | stapes                      | 2     |

## Evolution och varation

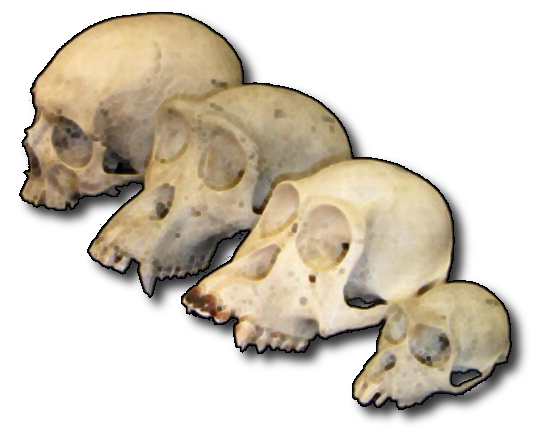
Utvecklingen av primaternas kranium. Framifrån och bakåt:
1. Makak (100 g)
2. Orangutang (400 g)
3. Schimpans (400 g)
4. Människa (1 350 g)
Bild: Christopher Walsh, Harvard. (CC-BY)

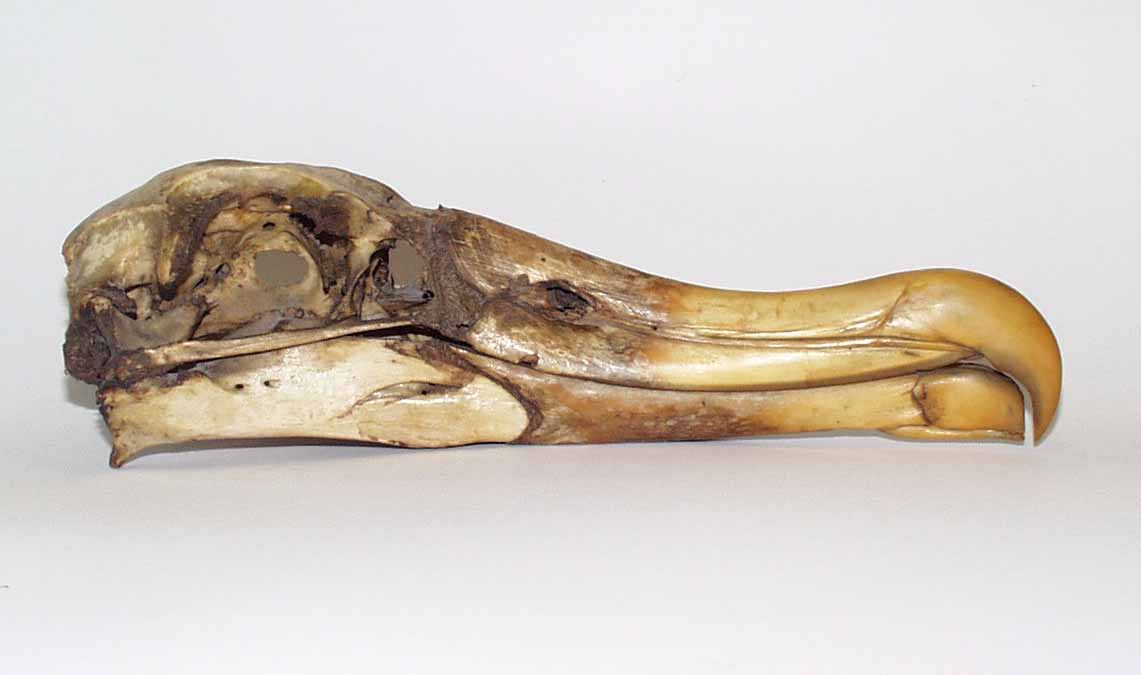
Albatrosskranium.

Kraniet är kännetecknande för kraniedjur.

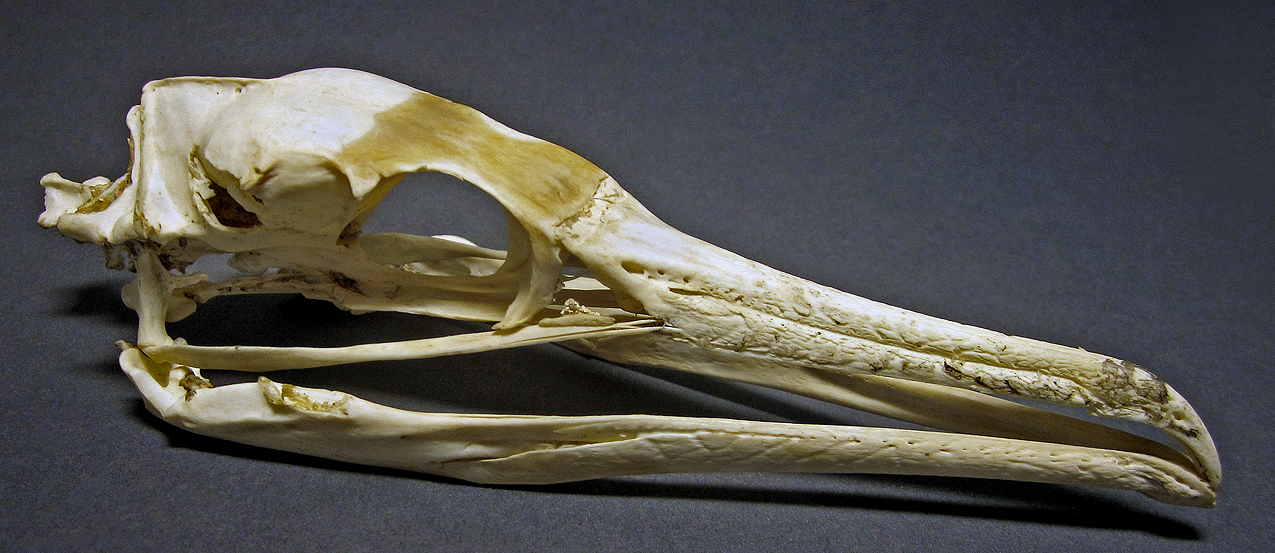
Storskarvskranium.